# Ford Bank
Die Ford Bank ist eine Bank zur Finanzierung von Ford-Fahrzeugen mit Sitz in Köln. Darüber hinaus bietet die damit erste Autobank Deutschlands weitere Finanzdienstleistungen an.

## Geschichte
Die Ford Bank wurde am 22. Februar 1926 als Ford Credit Company in Berlin gegründet. 1932 wird der Firmensitz in die Zentrale der Automobilmarke nach Köln verlegt. Nach einer kriegsbedingten Unterbrechung wurden die Finanzierungsgeschäfte drei Monate nach der Währungsreform im Jahr 1948 wieder aufgenommen. 1965 wurde der Name in Ford Credit AG geändert. 1975 wurden die Finanzgeschäfte um den Bereich Fahrzeugversicherung erweitert; seit 1977 wird auch Leasing angeboten. 1996 erhielt die Ford Bank als eines der wenigen Kreditinstitute die Zertifizierung nach DIN EN ISO 9001. Ab 1998 firmierte die Ford Bank als Niederlassung der FCE Bank plc. Seit dem Jahr 2000 bis heute wird rund jedes zweite neu zugelassene Ford Automobil über die Ford Bank finanziert oder geleast. In den Jahren 2002 bis 2009 wurden neben der Ford Bank weitere Konzernautobanken der Ford Motor Company intern europaweit unter der Dachmarke Ford Financial organisiert. Im Zuge des Austritts des Vereinigten Königreiches aus der Europäischen Union wurde die Bank in eine selbstständige Rechtsform überführt und firmiert seit 2018 als Ford Bank GmbH. Seit Beginn des Jahres 2021 bietet die Ford Bank online Tages- und Festgeldprodukte unter der Produktmarke Ford Money an. 

## Mitarbeiter
Die in Köln ansässige Ford Bank GmbH beschäftigte im Jahr 2021 durchschnittlich 454 Mitarbeiter in Voll- und Teilzeit.